# Pseudapis rufescens
Pseudapis rufescens är en biart som först beskrevs av Morawitz 1876.  Pseudapis rufescens ingår i släktet Pseudapis och familjen vägbin. Inga underarter finns listade i Catalogue of Life.